# جان دمپسی (بازیکن فوتبال، زاده ۱۹۴۶)
جان دمپسی (انگلیسی: John Dempsey؛ زادهٔ ۱۵ مارس ۱۹۴۶ – درگذشتهٔ ۶ نوامبر ۲۰۲۴) یک بازیکن و مربی فوتبال اهل ایرلند بود.
وی سابقه بازی در تیم‌های مطرحی همچون باشگاه فوتبال فولام، باشگاه فوتبال چلسی و همچنین ۱۹ بازی و یک گل ملی برای تیم ملی فوتبال جمهوری ایرلند را در کارنامه‌اش دارد.
دمپسی در ۶ نوامبر ۲۰۲۴، در سن ۷۸ سالگی درگذشت.